# Chiesa di Sant'Agata (Trento)
La chiesa di Sant'Agata, o chiesa di Sant'Agata e Santa Lucia, è una chiesa del comune di Trento, situata in cima al Dosso Sant'Agata, sopra alla frazione di Povo; è sussidiaria della chiesa dei Santi Pietro e Andrea di Povo.

## Storia

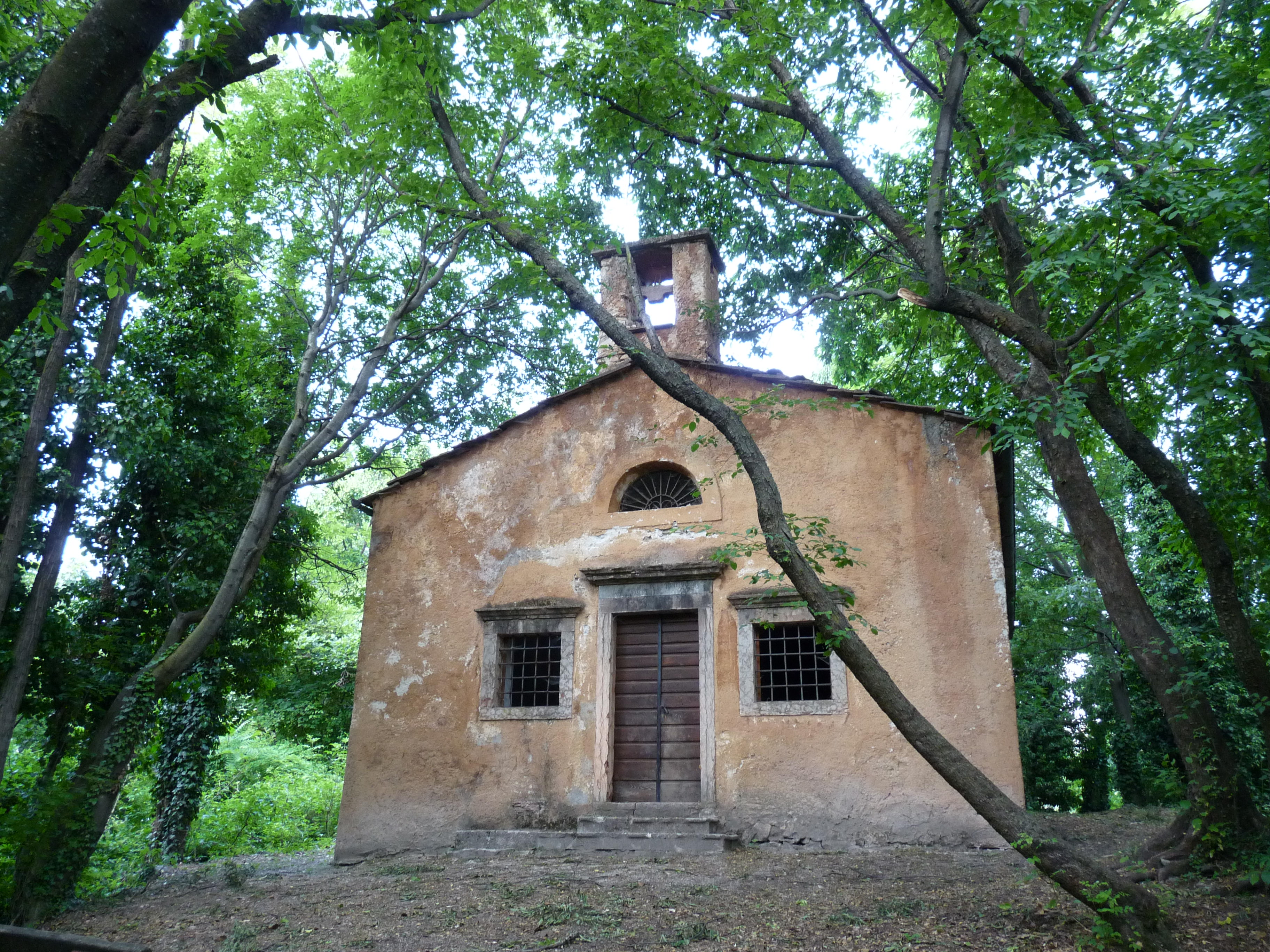
La chiesetta nel 2009, ancora occultata dalla vegetazione

Una prima cappella venne fondata sul sito probabilmente nel XIV secolo e, secondo la tradizione, sarebbe stata di pertinenza del vicino castello (documentato fino al 1375, e poi scomparso). L'edificio di culto venne ricostruito nelle forme odierne verso il 1566, data che appare sopra il portale d'ingresso.
Nel 1673 è documentata la benedizione della chiesetta, che fu molto frequenteta nei due secoli successivi e venne restaurata a più riprese nella seconda metà dell'Ottocento. Nel 1914 dovette essere riparato il tetto, danneggiato da un fulmine, e altri lavori di restauro interessarono l'edificio nel 1966-67. La zona è successivamente caduta in stato d'abbandono, fino ad una serie di opere di restauro e riqualificazione dell'area avviate nel 2018

## Descrizione

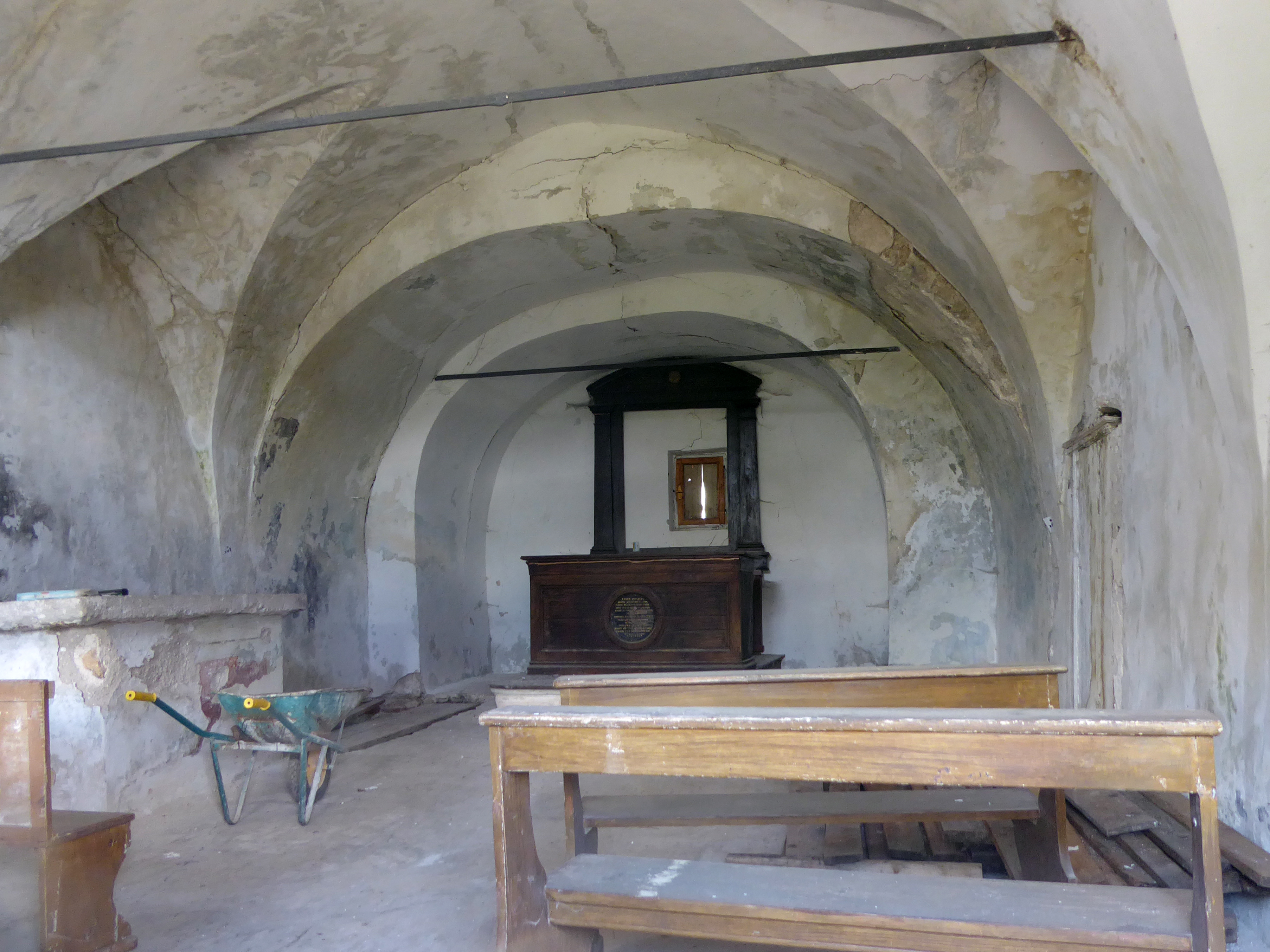
Interno

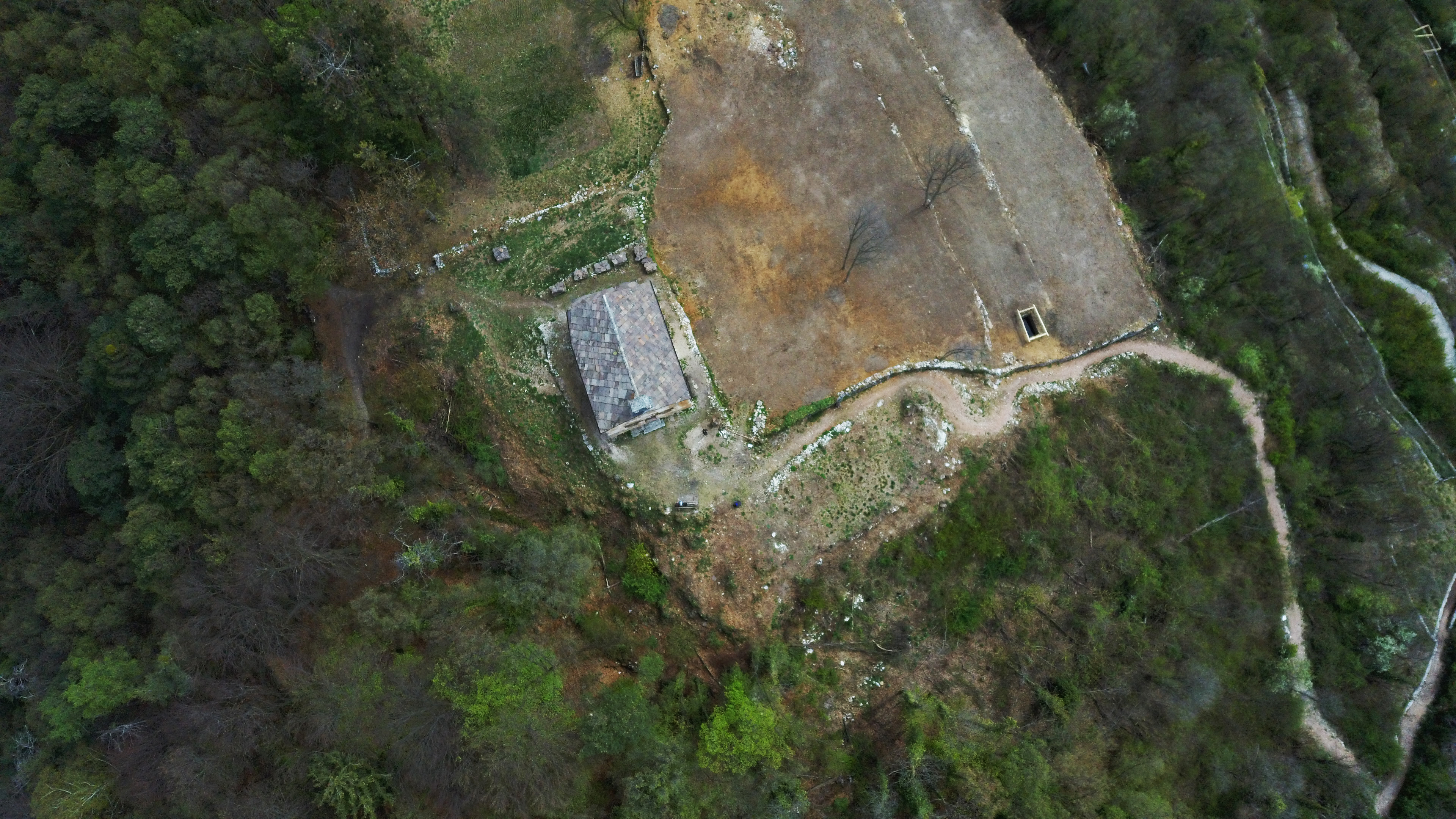
Vista aerea della chiesa e dell'area circostante

La chiesa, orientata a est, è a pianta rettangolare semplice, con facciata a capanna nella quale si apre il piccolo portale architravato in pietra lavorata, affiancato da due finestre quadrate e sormontato da una terza finestra a lunetta; una quarta finestra rettangolare si apre sul retro. Il tetto è coperto da lastre in porfido e sul fronte si innalza un piccolo campanile a vela (al 2021 privo della campana). Sull'architrave è incisa la scritta latina De tua profectione ut in aeternum protegas an ("Dal tuo rifugio mi allontano, invocando la tua protezione").
L'interno è ad aula unica, con doppia volta a crociera e un arco santo a separare la ridotta area presbiteriale coperta da una doppia volta a botte; un altare in pietra (che un tempo ospitava una pala raffigurante sant'Agata e santa Lucia, dipinta da Giovanni Battista Pompeati nel 1835) è addossato alla parete sinistra, mentre l'altare maggiore, dedicato alla sola sant'Agata, è in legno.